# Tenebrism

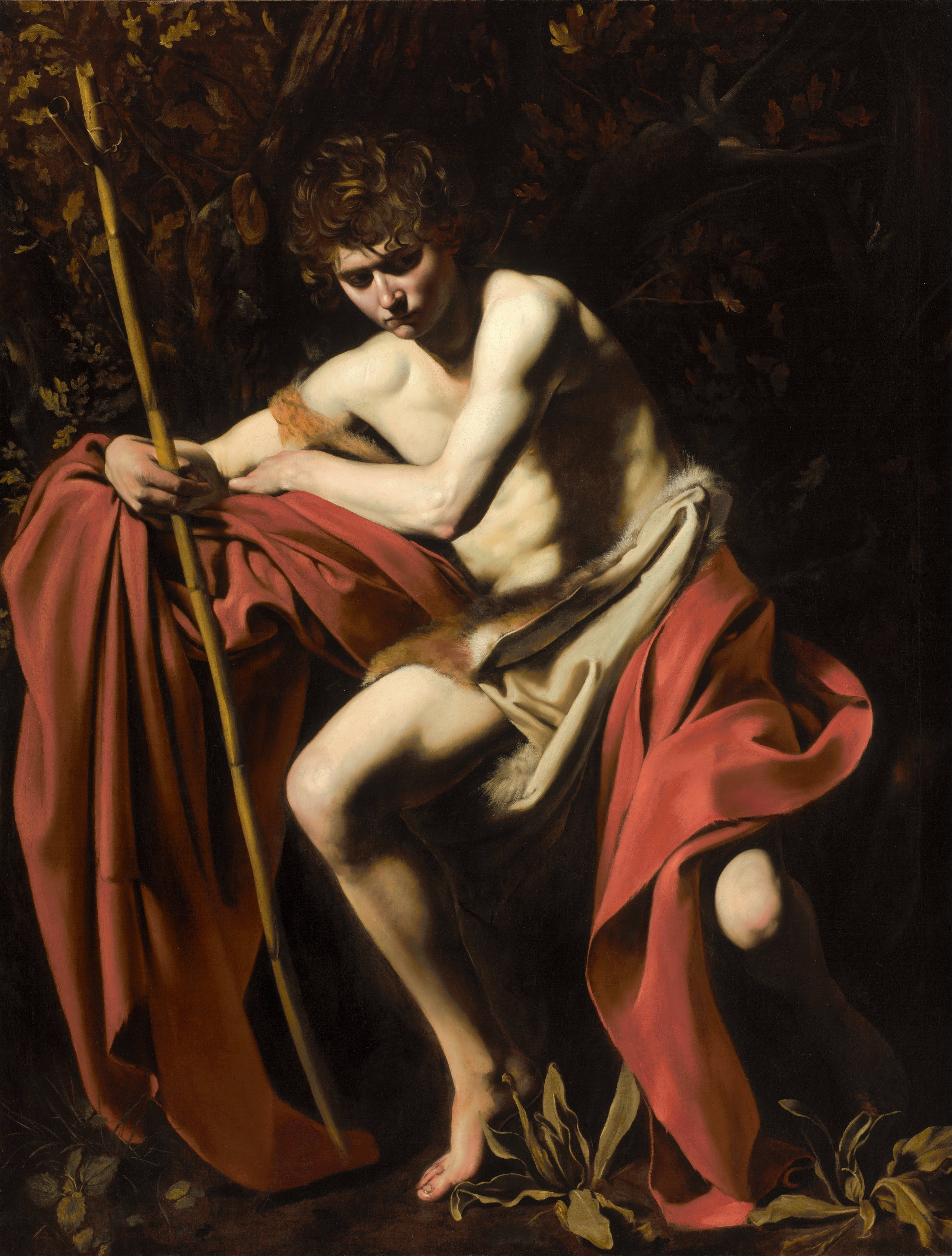
Ioan Botezătorul (Ioan în pustie), de Caravaggio, 1604, în Muzeul de Artă Nelson-Atkins, Kansas City

Tenebrismul (în italiană tenebroso, care înseamnă „întunecat, sumbru, misterios”), numit ocazional și iluminare dramatică, este un stil de pictură care folosește un clarobscur deosebit de pronunțat, în care există contraste violente de lumină și întuneric și în care întunericul devine o trăsătură dominantă a imaginii. Tehnica a fost dezvoltată pentru a adăuga dramatism unei imagini printr-un efect lumină a reflectoarelor și este comună în picturile baroce. Tenebrismul este folosit doar pentru a obține un impact dramatic, în timp ce clarobscurul este un termen mai larg, acoperind și utilizarea contrastelor de lumină mai puțin extreme pentru a spori iluzia tridimensionalității.

## Stil baroc

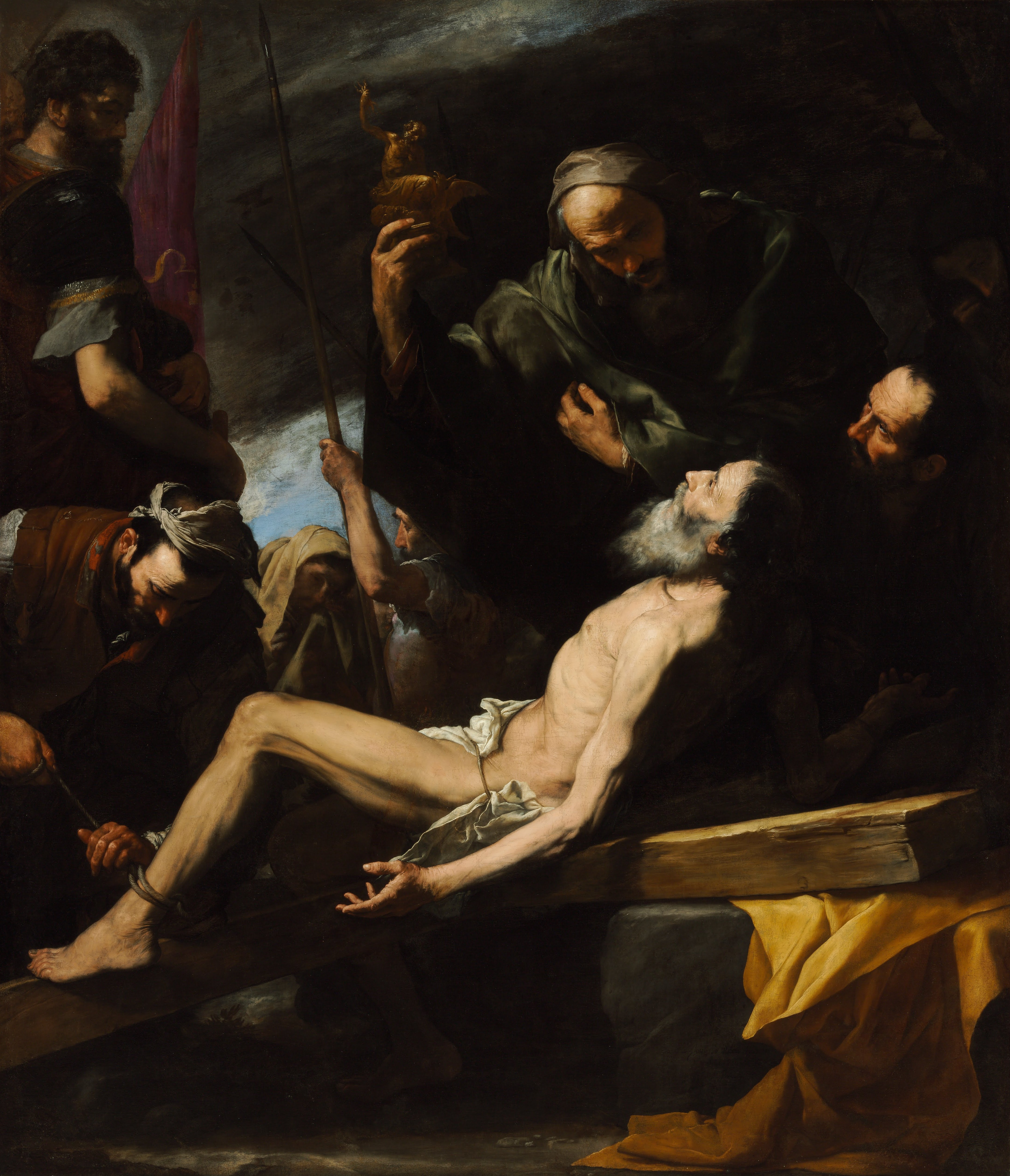
Martiriul Sfântului Andrei, de Jusepe de Ribera, 1628 (Muzeul de Arte Frumoase din Budapesta)

Artistului Caravaggio i se atribuie, în general, inventarea acestui stil, deși această tehnică a fost folosită de artiști anteriori, cum ar fi Albrecht Dürer în mai multe autoportrete ale sale, Tintoretto în picturile sale religioase dramatice, precum Miracolul Sfântului Marc, El Greco care a pictat trei versiuni ale unei compoziții cu un băiat, un bărbat și o maimuță grupați în întuneric în jurul unei singure flăcări, și pictori mai puțin cunoscuți, cum ar fi Adam Elsheimer⁠(d), care a pictat scene de noapte cu zone iluminate limitate. Termenul este de obicei aplicat artiștilor începând cu secolul al XVII-lea.
Printre cei mai cunoscuți artiști tenebriști se numără adepții italieni, olandezi și spanioli ai lui Caravaggio. Printre aceștia se numără adepta barocului italian al lui Caravaggio, Artemisia Gentileschi, care a fost un exponent remarcabil al tenebrismului. Alți exponenți includ pictorii olandezi ai școlii din Utrecht și pictorii spanioli Francisco Ribalta⁠(d), Jusepe de Ribera și adepții lor, termenul fiind aplicat cel mai adesea acestor pictori.

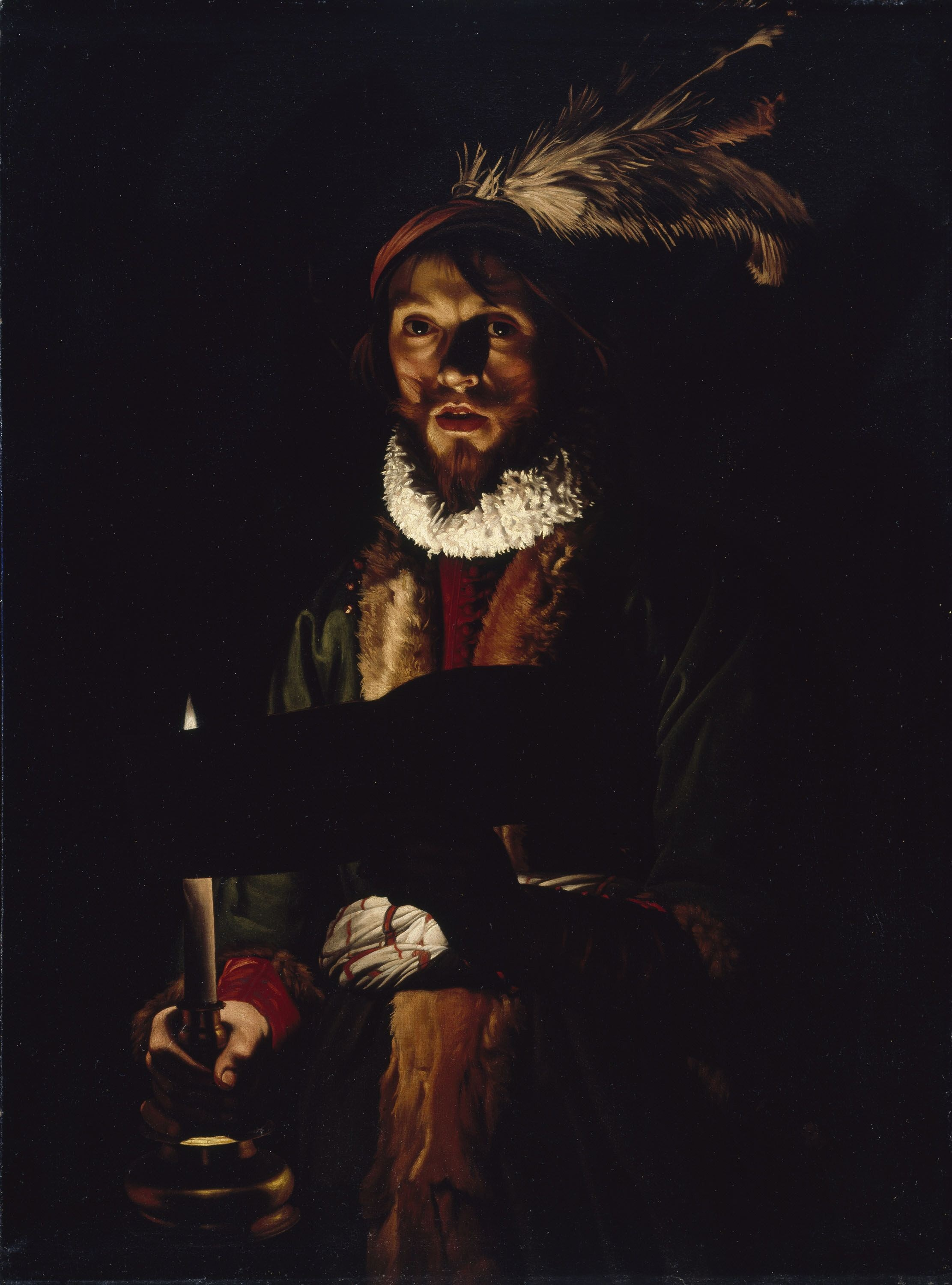
Un bărbat cântând la lumina lumânărilor, de, 1625–1635

Tenebrismul este uneori aplicat altor pictori din secolul al XVII-lea în ceea ce a fost numită „tradiția la lumina lumânărilor”. Printre aceștia se numără Georges de La Tour⁠(d), care a pictat multe lucrări iluminate cu o singură lumânare, Trophime Bigot⁠(d), Gerrit van Honthorst⁠(d) și Rembrandt. În Flandra, Adam de Coster⁠(d) a fost recunoscut ca un tenebrist de frunte care a excelat în scene în care lumina unei singure lumânări este blocată de un obiect. Artistul olandez Godfried Schalcken⁠(d) a pictat multe scene la lumina lumânărilor. Pictorii din nord (dar nu întotdeauna Rembrandt) au obținut adesea o stare de nemișcare și liniște prin iluminarea lor extremă, mai degrabă inversul impresiei pe care o intenționau pictorii spanioli. De obicei, aceștia sunt la fel de interesați de zonele foarte slab iluminate ale picturii ca și de cele iluminate punctual, iar lumina lor se difuzează ușor pe o mare parte din suprafața tabloului.

## Dezvoltare ulterioară
Mai târziu, compoziții similare au fost pictate de Joseph Wright din Derby⁠(d) și de alți artiști ai mișcării romantice, dar termenul este rar folosit pentru a caracteriza opera lor în general.